# Belvedere (Karolina Południowa)
Belvedere – jednostka osadnicza w Stanach Zjednoczonych, w stanie Karolina Południowa, w hrabstwie Aiken.